# Pavetta hohenackeri
Pavetta hohenackeri är en måreväxtart som beskrevs av Cornelis Eliza Bertus Bremekamp. Pavetta hohenackeri ingår i släktet Pavetta och familjen måreväxter. Inga underarter finns listade i Catalogue of Life.